# Kevin Apter
Kevin Apter (* 10. März 1952 in Liverpool) ist ein ehemaliger britischer Radrennfahrer und nationaler Meister im Radsport.

## Sportliche Laufbahn
Apter hatte bereits eine Reihe von britischen Eintagesrennen und kleineren Etappenrennen gewonnen, als er mit einem Etappensieg in der Schottland-Rundfahrt 1971 einen ersten internationalen Erfolg hatte. Beim Sieg von John Clewarth beendete er diese Rundfahrt auf dem 12. Rang. 1972 gewann er mit dem Manx International auf der Isle of Man das damals bedeutendste britische Eintagesrennen für Amateure. 1972 war er im 100-Meilen-Einzelzeitfahren Anfield B.C. 100 Time Trial erfolgreich. 1973 wurde er Zweiter im Grand Prix of Essex hinter Phil Corley. 1974 gewann er die Tour of Scotland vor Jiří Bartolšic und Hans-Joachim Hartnick. Er gewann dabei eine Etappe. 1975 war er in der Tour of the North siegreich, wobei er drei Etappen und die Punktewertung gewann. In jener Saison gewann er mit Ritchie Gregson, Frank Lyon und John Clewarth die nationale Meisterschaft im Mannschaftszeitfahren. Die Meisterschaft im Straßenrennen der Amateure konnte Apter ebenfalls gewinnen.
Von 1976 bis 1978 fuhr Apter als Berufsfahrer in den Radsportteams Bantel und Falcon. Er gewann einige britische Kriterien und Rundstreckenrennen, trat international aber nicht in Erscheinung.  